# Subtropická zahrada v Abbotsbury
Subtropická zahrada v Abbotsbury (anglicky: Abbotsbury Subtropical Gardens) je botanická zahrada a turistická atrakce v blízkosti vesnice Abbotsbury, Dorset, jihozápadní Anglie. Zahrada je vedena v Národním registru historických parků a zahrad (National Register of Historic Parks and Gardens).
Zahrada pochází z roku 1765. Koncem 18. století rodina Fox-Strangeways (hrabata z Ilchestru) postavila nový dům, který v roce 1913 vyhořel. Rodina se pak vrátila do rodinného sídla v Melbury. Zámecká zahrada zůstala ve vlastnictví rodiny a je stále udržována. Rozrostla se na 8 ha zvláště přispěním 4. hraběte z Ilchestru a díky úsilí horlivého botanika Williama Fox-Strangwayse byla osázena v té době mnoha nově objevenými druhy exotických rostlin. Zahrada se rozkládá na ploše cca 15 ha. V roce 1912 měla více než 5000 exemplářů různých druhů rostlin. Zahrada se člení na zahrady formální i neformální, některé ohrazené, a jsou tam i lesy s pěšinami. Navíc se dělí na zóny, ve kterých jsou rostliny z různých zeměpisných oblastí.
Zahrady se nacházejí v zalesněném chráněném údolí, které vede k moři k pláži Chesil (Chesil Beach) a jímž protéká potok. V údolí se vytváří mikroklima, v němž se daří teplomilnějším rostlinám, než jaké se v jižní Anglii obvykle pěstují, a které by jinak musely být ve skleníku. Navzdory příznivé poloze bývají rostliny vystaveny tuhým zimám a mrazu; například v roce 1990 silné bouře poškodily mnoho vzácných exemplářů. Potok, přes který vede šest mostů, spojuje tři rybníky: Horní, Střední a Dolní.
V roce 2010 umělec Matthew Crabb z dvě stě let starého dubu, který se v roce 2009 vyvrátil pod náporem silných větrů, vyřezal skulpturu plastik (hon na lišku).
V roce 2012 zahrada získala ocenění Historic Houses Association/Christie’s Garden.